# Haarbeutel
Ein Haarbeutel ist ein Beutel, in den lange eigene oder Perückenhaare eingebunden werden.

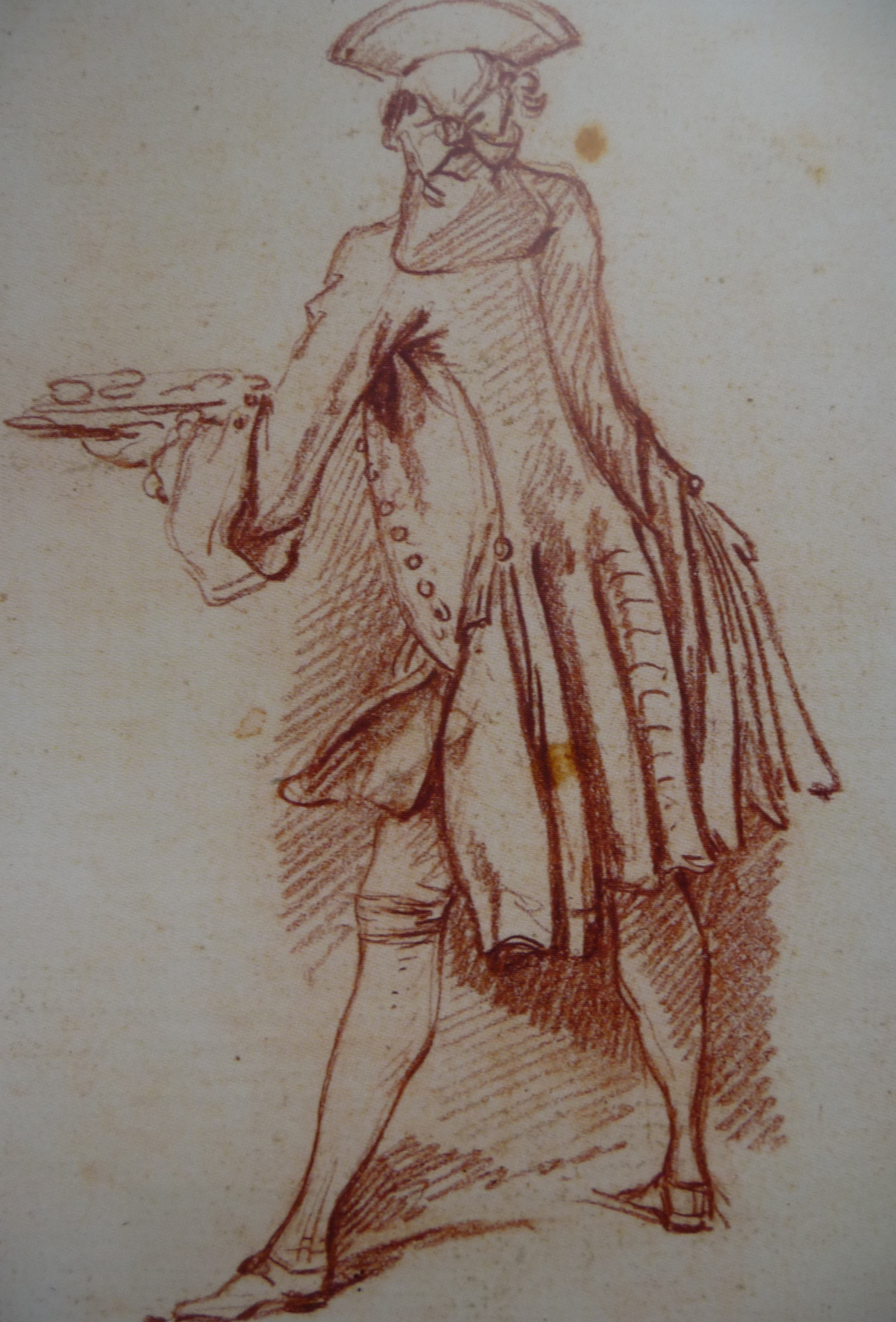
Diener mit Haarbeutel, 18. Jahrhundert

## Geschichte
Der Haarbeutel wurde zur Zeit Ludwigs XIV. in Frankreich Mode und um 1710 beim französischen und bayerischen Militär üblich. Nach der Französischen Revolution war die Zeit der Haarbeutel in Frankreich zu Ende. Laut Carl Julius Weber waren zwei Drittel aller Haarbeutel Deutschlands in Sachsen zu finden.
Der Haarbeutel sollte verhindern, dass die Bewegungsfreiheit des Trägers etwa beim Reiten durch umherflatternde Haare eingeschränkt wurde bzw. die Frisur zerstört wurde, außerdem schützte er dessen Oberbekleidung davor, mit Puder in Berührung zu kommen. Gabriel Busch erklärt, dass anfangs, als der Haarbeutel hauptsächlich beim Reiten zum Einsatz kam, auch die Pferdeschweife in ähnliche Beutel eingebunden wurden. Später wurden Haarbeutel zu jedem Anlass und in allen Größen getragen.
Eine ähnliche Funktion erfüllt das Haarnetz, der militärische Haarnetz-Erlass wurde gelegentlich auch unter dem Namen Haarbeutel geführt.

## Aussehen

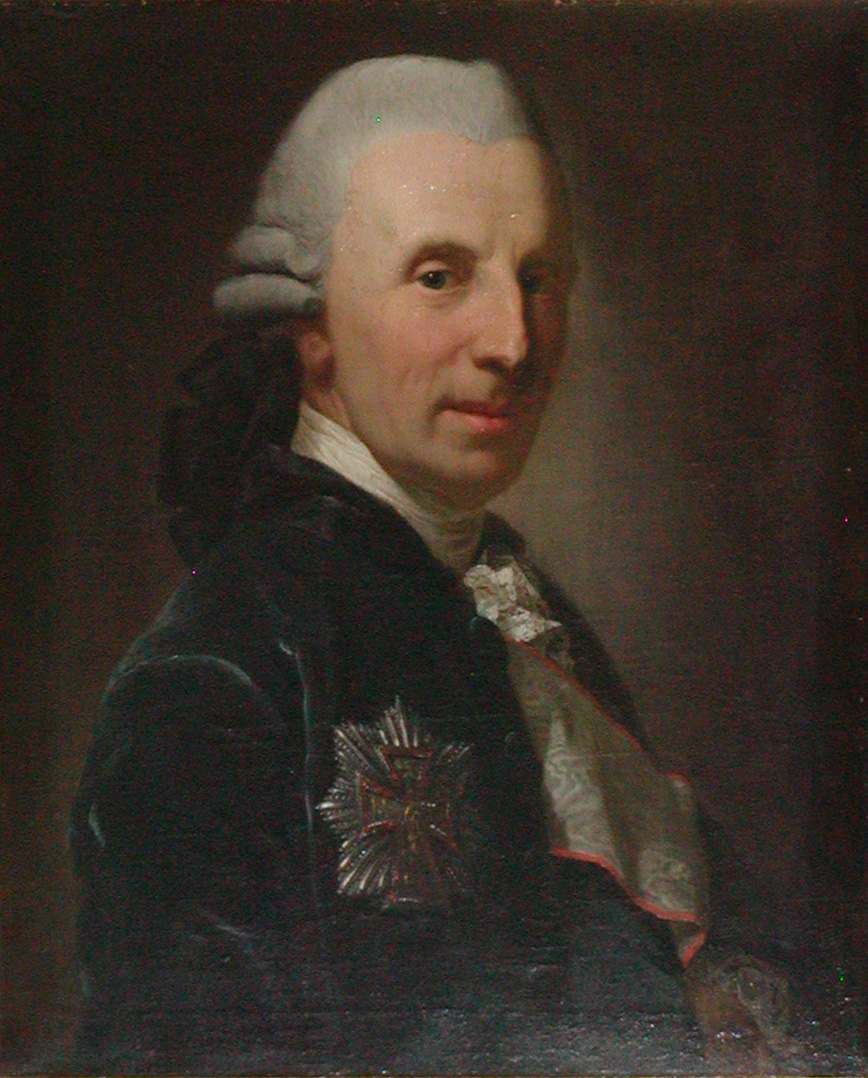
Anton Graff, Frederik Vilhelm Wedel-Jarlsberg

Der Haarbeutel wurde im Normalfall aus schwarzem Taft oder aus Seide genäht und mit Watte oder Werg ausgepolstert. Der flache, schleifengeschmückte Beutel, der sich nach unten verbreiterte, nahm den eigenen, gepuderten Haarzopf oder das Hinterhaar der Beutelperücke des Trägers auf und hing in dessen Genick. Je nach Anlass und Mode konnte er einen großen Umfang erreichen.
Übertrieben große Haarbeutel wurden mitunter Ziel des Spottes, so soll Gottfried August Bürger ein bissiges Epigramm auf den umfangreichen Haarbeutel eines Mitschülers in Aschersleben geschrieben haben, das zu einer so erbitterten Prügelei führte, dass der Rektor eingreifen musste. Nachdem dieser Bürger verprügelt hatte, wurde er allerdings von dessen Großvater verklagt, der den Enkel schließlich aus der Schule nahm und im Halleschen Pädagogium anmeldete. Vermutlich von Joseph Nees stammt eine Gruppe von Porzellanfiguren, die zu einer Venezianischen Messe gehört und um 1765 angefertigt wurde. Sie zeigt einen Herrn, der wegen seines übertrieben breiten Haarbeutels nicht in der Lage ist, problemlos einen Torbogen zu durchschreiten. Ein Diener muss ihm helfen, die umfangreiche Konstruktion durch den Bogen zu manövrieren, während ein schlichter gekleideter Zaungast die Szene lachend beobachtet.

## Haarbeutel in Redensarten und Buchtiteln
Redensartlich wurde auch ein leichter Rausch als Haarbeutel bezeichnet. Dies ging angeblich auf einen Major aus der Zeit des Siebenjährigen Krieges zurück, der mit seiner Frisur und Kleidung nicht zurechtkam, wenn er zu viel getrunken hatte, und sich dann statt mit dem vorschriftsmäßigen steifen Soldatenzopf mit einem Haarbeutel zeigte; es gibt jedoch auch andere Herkunftstheorien. Wander erklärt den Ausdruck „Er hat (sich) einen Haarbeutel (gekauft)“ für „Er ist berauscht“ damit, dass „gemeine Leute manchmal im Rausche sich etwas Höheres und Wichtigeres zu sein dünken, als sie wirklich sind, mithin in der Einbildung einen Haarbeutel tragen“. Die Redensart kann aber laut Wander auch bedeuten, dass sich jemand etwas Überflüssiges angeschafft hat.
Mehrere literarische Werke haben das Wort „Haarbeutel“ im Titel, so die Posse Vater Noah’s Haarbeutel von Karl Emil von Schafhäutl, Julius von Voß’ Geschichte des Ministers Grafen Sternthal, der mit einem französischen Haarbeutel anfing und mit einem altdeutschen Barrett endete und Die Haarbeutel von Wilhelm Busch.